# 運動範囲菱形柱

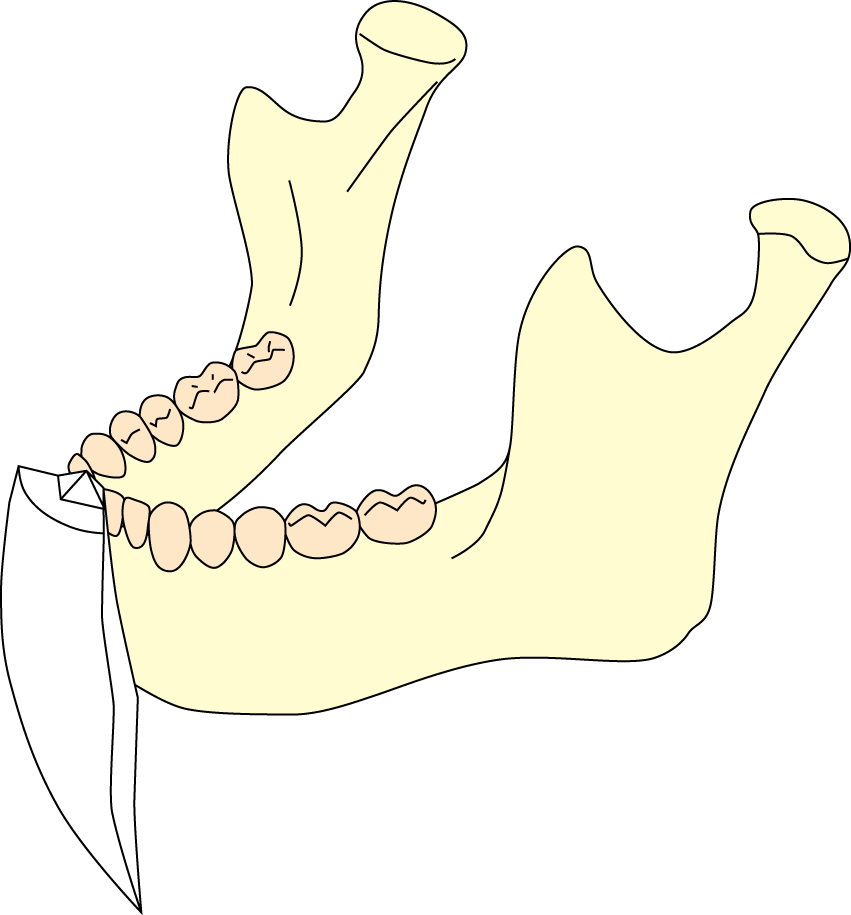

運動範囲菱形柱（うんどうはんいりょうけいちゅう、英: Space envelope）とは、正中矢状面内の下顎運動記録と種々の高径における水平的な下顎運動記録とを組み合わせて再現した、切歯部における3次元的な下顎限界運動範囲を示す図形である。

## 概要
運動範囲菱形柱は、咬合高径の異なったゴシックアーチによって描かれる下顎切歯点の運動範囲と前方運動を立体的に組み合わせて作り出される空間である。その外観は、上部の平らなバナナ状で、1962年、スウェーデンのPosseltによって紹介された。運動範囲菱形柱の上面は、上下顎の歯と顎関節によって決定され、最上部頂点は咬頭嵌合位に一致する。運動範囲菱形柱の最下端の頂点は、最大開口位に一致する。また菱形柱の後方隅角には、中心位からはじまるターミナル・ヒンジ・アキシスと、それにつづく回転と滑走の混合運動の経路とが示される。運動範囲菱形柱は、「ポッセルトのバナナ」とも呼ばれている。

## 意義
下顎運動を３次元的に分析するために、多くの計測機器が開発された。しかし、その臨床的価値については、研究段階にある。